# Doamna Mara
Doamna Mara sau Maria Tolmay a fost soția lui Mircea cel Bătrân. A fost mama unicului fiu legitim al lui Mircea, asociat la domnie, Mihail I. S-a născut probabil într-o familie nobilă maghiară neidentificată, care deținea proprietăți în actualul Lesencetomaj, lângă lacul Balaton în Regatul Ungariei din secolul al XV-lea. A murit în 1420 sau în 1427.

## Familia

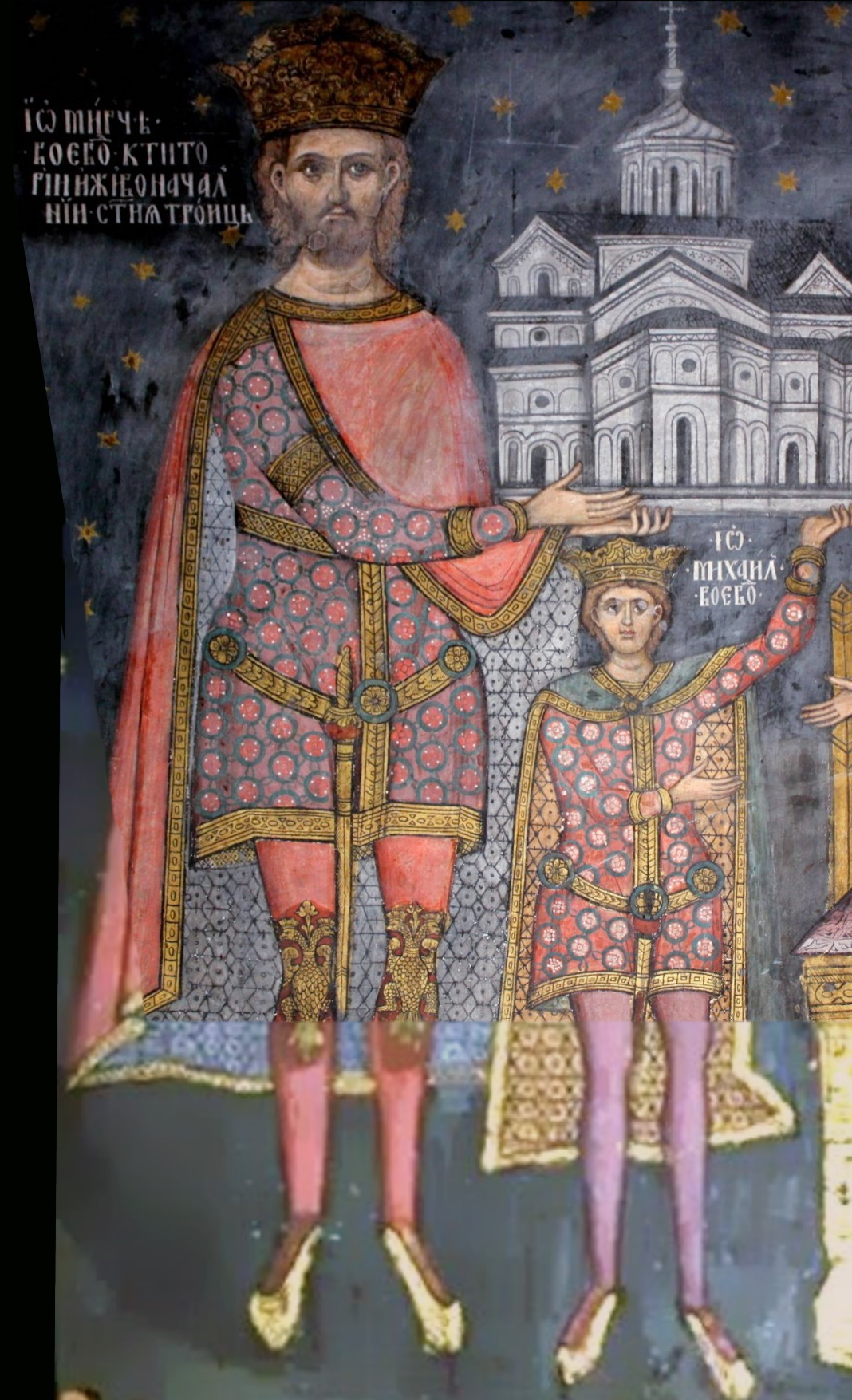
Soțul Marei, Mircea cel Bătrân, și fiul lor, Mihai I, domn al Țării Românești, reprezentați pe o icoană din secolul al XVIII-lea de la Mănăstirea Cozia.

Numelei ei de botez a fost reconstruit, fundamentat pe tradiție, ca Mara. Aceasta deoarece doar ultimele două litere din nume (RA) s-au păstrat într-o inscripție de pe un tablou pictat în anul 1761. Constantin Gane a susținut ca ea era membră a Dinastiei Basarabilor, adică ar fi fost vară primară cu soțul ei, Mircea cel Bătrân, astfel că se puteau căsători numai cu permisiunea specială emisă de arhiepiscopul de Ohrid. Sursele teoriei lui Gane nu pot fi identificate. Istoricii Petre P. Panaitescu, Constantin Rezachevici și Radu Florescu au avansat ideea că ar fi avut o strânsă legătură cu Conții de Cilli.
Potrivit istoricului Mihai Florin Hasan, nici numele de botez, nici familia ei, nu pot fi identificate cu siguranță. Numele de botez ar putea fi și Klara, sau chiar Ana. Ea deținea moșia Lesencetomaj lângă lacul Balaton în 1400, prin urmare ar putea avea legătură cu orice familie nobilă maghiară care a deținut proprietăți în regiune, inclusiv conții de Cillj, familiile Szécsi, Bánffy sau alte familii nobiliare care au deținut satul Badacsonytomaj.

## Viața
A dat naștere singurului fiu legitim al lui Mircea, Mihail I. Mihail a fost menționat pentru prima dată împreună cu tatăl său, ca asociat la domnie în 1391. Este cert că Mara a vizitat o moșie pe malul lacului Balaton, în 1400. Cu această ocazie, Sigismund de Luxemburg, Regele Ungariei, i-a ordonat să respecte vechile privilegii ale locuitorilor din Ketzel și să oprească colectarea de taxe de la ei.
Panaitescu spune ca Mara a construit o biserică romano-catolică dedicată Sfintei Fecioare, în Târgoviște, în 1417. E posibil să fi vizitat din nou Lesencetomaj în 1419, pentru că un înscris se referă la întoarcerea ei din Ungaria în acest an. Potrivit lui Panaitescu, a supraviețuit soțului și fiului ei și a murit în 1427. Hassan afirmă ca ar fi murit la scurt timp după asasinarea fiului ei în timpul unei campanii otomane împotriva Țării Românești, în mai 1420, pentru că moșia Lesencetomaj este enumerată printre satele castelului regal de la Rezi pe 20 aprilie 1421, ceea ce arată că averea ei revenise la Coroană.